# Waldschutzgebiet Pagaibamba
Das Waldschutzgebiet Pagaibamba (span. Bosque de Protección de Pagaibamba) befindet sich in der Region Cajamarca in Nordwest-Peru. Das Schutzgebiet wurde am 19. Juni 1987 durch die Resolución Suprema Nº0222-87-AG/DGFF eingerichtet. Die staatliche Naturschutz-Agentur Servicio Nacional de Areas Naturales Protegidas por el Estado (SERNANP) ist die für das Schutzgebiet zuständige Behörde. Das Waldschutzgebiet besitzt eine Größe von 20,78 km². Es dient dem Schutz eines bewaldeten Höhenzugs der peruanischen Westkordillere. Es wird in der IUCN-Kategorie VI als ein Schutzgebiet geführt, dessen Management der nachhaltigen Nutzung natürlicher Ökosysteme und Lebensräume dient.

## Lage
Das Waldschutzgebiet liegt im Distrikt Querocoto der Provinz Chota 100 km nordwestlich der Regionshauptstadt Cajamarca. Das Areal liegt auf Höhen zwischen 2140 m und 3400 m und wird nach Osten über den Río Chotano entwässert.

## Ökosystem
Zu den Säugetieren im Waldschutzgebiet gehören der Brillenbär (Tremarctos ornatus), der Puma (Puma concolor), der Weißwedelhirsch (Odocoileus virginianus) der Andenschakal (Lycalopex culpaeus) und das Tschudi-Meerschweinchen (Cavia tschudii). Zur Vogelwelt gehören der Andenkondor (Vultur gryphus), der Amazonas-Mitu (Mitu tuberosa) und der Andenguan (Penelope montagnii). In dem Areal wachsen Steineiben (Podocarpus), die Gattung Ocotea aus der Familie der Lorbeergewächse, Chusquea, Polylepis und Erlen (Alnus).